# Zadow (Adelsgeschlecht)

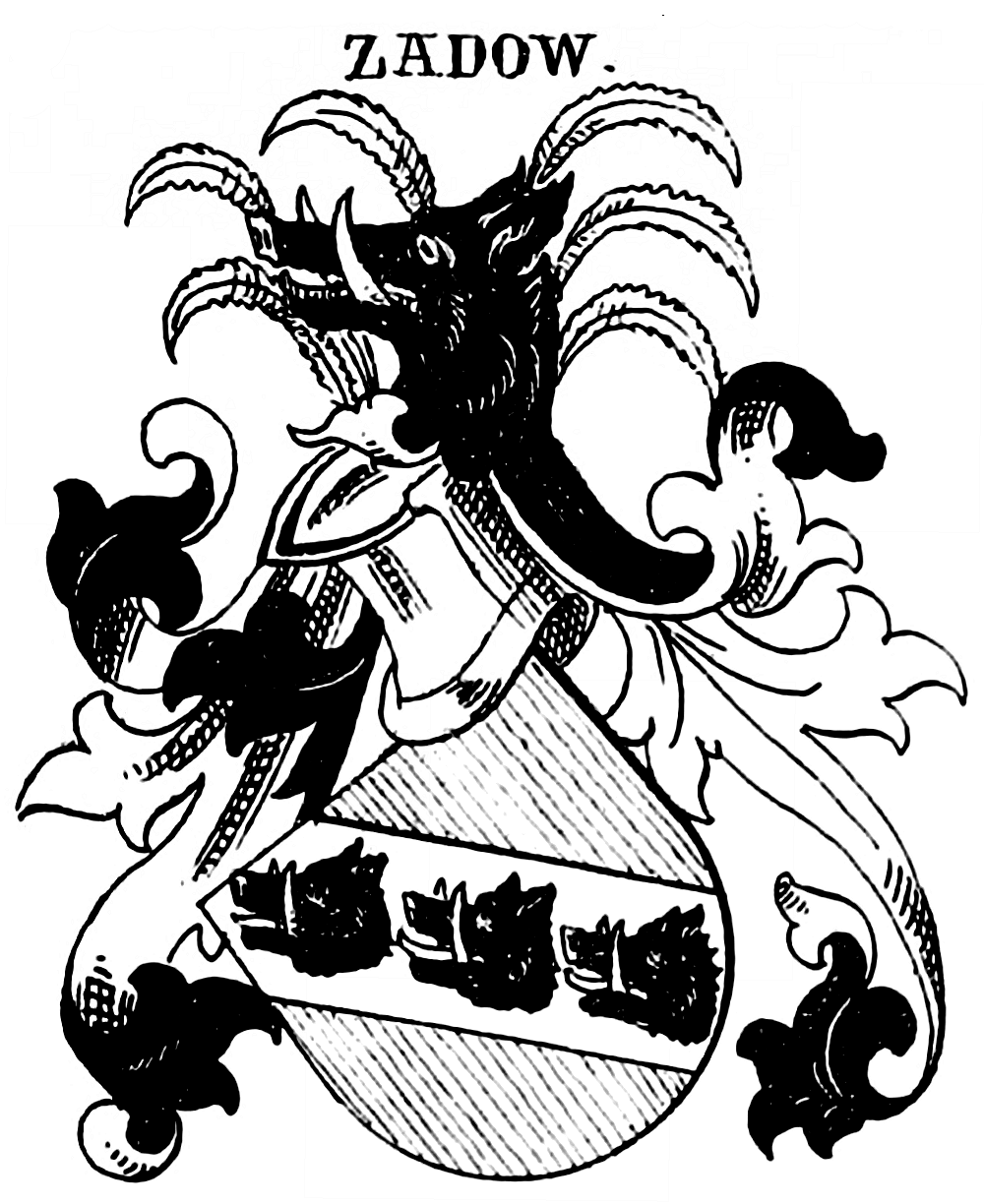
Wappen derer von Zadow

Zadow ist der Name eines ursprünglich neumärkischen Uradelsgeschlechts. Die Linie Alt Wuhrow besteht gegenwärtig fort.

## Geschichte
Das Geschlecht ist stamm- und wappenverwandt, sowie ursprünglich im Lehnsverhältnis mit den Herren von Güntersberg. Der Name leitet sich von dem früher im Kreis Deutsch Krone gelegenen Stammhause Zadow ab, den Henning von Güntersberg, 1402 urkundlich, der gleichzeitig als Stammvater der Familie gilt, nach seinem damaligen Besitzgut angenommen hat.
Neben dem Stammgut Zadow samt Pertinenz Spechtsdorf im Kreis Arnswalde und Alt Wuhrow, 1914 etwa 1102 ha, im Kreis Dramburg gehörte zeitweise auch Collatz im Kreis Neustettin zum Gutsbesitz derer von Zadow.

## Wappen
In Rot einen silbernen Schrägrechtsbalken, belegt mit drei schwarzen Eberköpfen. Auf dem gekrönten Helm mit rot-silbernen Helmdecken, ein schwarzer Eberkopf mit, besteckt mit sechs schwarze Hahnenfedern.

## Angehörige
- Joachim Christian von Zadow (1710–1786), preußischer Oberst (Obrist) und Kommandant von Spandau.[3]
- Elisabeth (Elise) von Zadow (1832–1851), Ehefrau des Opernkomponisten Friedrich von Flotow (1812–1883)
- Günter von Zadow, Physiker, (* 1939), Musikverleger und Herausgeber
- Andreas von Zadow (* 1958), Stadtplaner, Unternehmer[4]
- Ingeborg von Zadow (* 1970), deutsche Theaterautorin
- Natalie von Zadow (* 1977), Musikwissenschaftlerin